# Comité Olímpico de El Salvador
El Comité Olímpico de El Salvador (COES) es la institución encargada de regir la participación de El Salvador en los Juegos Olímpicos y las distintas competiciones dentro y fuera del continente americano.
La primera aparición de El Salvador en Juegos Olímpicos se llevó a cabo en 1968, cuando la ciudad de México acogió a todos los atletas para disputar la justa deportiva más importante del planeta. Además ha sido la edición con más salvadoreños en competencia, fueron 48 atletas en 7 deportes.
- 8 Atletismo
- 12 Natación
- 4 Ciclismo
- 6 Tiro
- 2 Levantamiento de pesas
- 3 Remo
- 13 Fútbol.

## Atletas salvadoreños enJuegos Olímpicos

### Atlanta 1996
- Arely Franco Deporte:Atletismo
- Rubén Benítez Deporte:Atletismo
- Maureen Kaila Vergara Deporte:Ciclismo
- Francisco Cáceres Deporte:Levantamiento de Pesas
- Francisco Suriano Deporte:Natación
- Rubén Ernesto Pineda Deporte:Natación
- Juan Carlos Vargas Deporte:Judo
- Carlos Gallegos Deporte:Judo

### Sídney 2000
- Ivis Haydee Martínez Deporte:Atletismo
- Edgardo Antonio Serpas Deporte:Atletismo
- Maureen Kaila Vergara Deporte:Ciclismo
- Miguel Moreno Deporte:Judo
- Eva María Dimas Deporte:Levantamiento de Pesas
- Francisco Suriano Deporte:Natación
- Luisa Cristina Maida Deporte:Tiro
- Cristóbal Merlos Deporte:Tiro con Arco

### Atenas 2004
- Takeshi Fujiwara Deporte:Atletismo
- Elizabeth Zaragoza Deporte:Atletismo
- Evelyn García Deporte:Ciclismo
- Eva María Dimas Deporte:Levantamiento de Pesas
- Golda Marcus Deporte:Natación
- Ricardo Merlos Deporte:Tiro con Arco
- Patricia Rivas Deporte:Tiro

### Pekín 2008
- Evelyn García Deporte:Ciclismo
- Mario Contreras Deporte:Ciclismo
- Golda Marcus Deporte:Natación
- Eva María Dimas Deporte:Levantamiento de Pesas
- Verónica Colindres Deporte:Marcha
- Ana Camila Vargas Deporte:Remo
- Salvador Mira Deporte:Macha
- Ingrid Cuellar Deporte:Lucha
- Luisa Maida Deporte:Tiro
- Rafael Arévalo Deporte:Tenis
- Franklin Cisneros Deporte:Judo

### Londres 2012
- Emerson Hernandez Deporte:Atletismo
- Nataly Landaverde Deporte:Atletismo
- Evelyn García Deporte:Ciclismo
- Julio Salamanca Deporte:Halterofilia
- Carlos Alarcón Deporte:Judo
- Rafael Alfaro Deporte:Natación
- Pamela Benítez Deporte:Natación
- Roberto Carlos López Deporte:Remo
- Camila Vargas Deporte:Remo
- Melisa Carballo Deporte:Tiro